# 藤岡インターチェンジ
藤岡インターチェンジ（ふじおかインターチェンジ）は、群馬県藤岡市にある上信越自動車道のインターチェンジ。
上り線には藤岡PAが併設されているが、IC・PA間の相互利用は不可能である。下り線からハイウェイオアシス（道の駅ららん藤岡）を利用する場合は、当ICで降りることになる。

## 道路
- E18 上信越自動車道（1番）
1993年に佐久ICまで延伸されるまで、本ICは関越自動車道（藤岡支線）のICという扱いだった。

## 接続する道路
- 群馬県道13号前橋長瀞線

## 料金所
- ブース数：8

### 入口
- ブース数：3
  - ETC専用：2
  - 一般：1

### 出口
- ブース数：5
  - ETC専用：2
  - 一般：3

## 周辺
- 道の駅ららん藤岡（藤岡PA併設）
- 国道17号
- 国道254号
- 庚申山総合公園・ふじの咲く丘公園
- 藤岡市役所
- 群馬藤岡駅・北藤岡駅

## 隣
E18 上信越自動車道
(9)藤岡JCT - (1)藤岡IC/PA（PAは上り線のみ） - (2)吉井IC